# Ястржембский, Андрей Станиславович
Андре́й Станисла́вович Ястрже́мбский (20 сентября [2 октября] 1890), Москва, Российская империя — 7 августа 1968, Москва, СССР) — советский учёный-физик и инженер-теплотехник. Специалист в области технической термодинамики и двигателей внутреннего сгорания, историк развития науки, профессор (1934), генерал-майор (1946), доктор технических наук (1954), заслуженный деятель науки и техники РСФСР (1958).

## Происхождение и родственные связи
Из польского дворянского рода, числившегося как Ястржембские Белостокской области, затем Гродненской губернии.
Внук помещика, владельца деревни Дубровка в 4-х верстах от Брусилова, Антона-Иосифа-Валентина (Антония-Осипа-Валентия) Николаевича Ястржембского (1791, мыза Жбонин Брестского повета Брестского воеводства Речи Посполитой — 1854, деревня Дубровка Радомысльского уезда Киевской губернии), признанного вместе с родственниками в дворянском достоинстве определениями Минского (1833) и Белостокского (1829 и 1834) дворянских собраний (имена внесены в 6-ю часть родословной книги Белостокской области), что было впоследствии утверждено определением (1837) и соответствующим указом (1838) Герольдии Правительствующего сената.
Сын Станислава-Николая Антоновича Ястржембского (1846, деревня Дубровка Радомысльского уезда Киевской губернии (?) — 1900, Москва), служащего частных московских фирм, и Ольги Николаевны, урождённой Кудрявцевой (1858, Москва — 1932, Москва), дворянского же происхождения, выпускницы Усачевско-Чернявского женского училища (1876).
Младший брат художника А. С. Ястржембского, отец москвоведа Л. А. Ястржембского, дед государственного деятеля, дипломата и режиссёра-документалиста С. В. Ястржембского.
Одна из сестёр Ястржембского, Анна Станиславовна (1885, Москва — 1973, Щёлково Московской области), в 1913 вышла замуж за его однокашника по Комиссаровскому техническому училищу Николая Александровича Холодкова (1890—1974) — воспитанника, фактически приёмного сына, историка-архивиста В. В. Шереметевского, с которым у семьи Ястржембских установилась, таким образом, и родственная, и близкая дружеская связь.

## Детство, юность, образование
Детство Ястржембского прошло в Хамовниках, в Пуговишниковом переулке, рядом с усадьбой Л. Н. Толстого в Долгом Хамовническом переулке (ныне — улица Льва Толстого). Среди его детских воспоминаний, которыми он впоследствии делился со своими детьми — Толстой, ездивший на Москву-реку за водой на бочке, каток, устраивавшийся зимой в усадьбе писателя, открытие памятника Н. И. Пирогову (1897), прочие реалии старых Хамовников и Девичьего поля.
Мать Ястржембского, после кончины его отца от воспаления лёгких, осталась вдовой с четырьмя детьми и без кормильца оказалась в довольно сложной материальной ситуации. В это время семье очень помог известный художник, искусствовед и практикующий врач, в молодости участник народнического движения, Сергей Сергеевич Голоушев (псевдоним — Сергей Глаголь) (1855—1920), который содействовал назначению Ольги Николаевны Ястржембской на должность заведующей и учительницы Мещанского детского приюта и поступлению её сыновей в солидные учебные заведения: старшего, Антона — в Московское училище живописи, ваяния и зодчества, а младшего, Андрея, по окончании им в 1903 Московского городское училища — в Комиссаровское техническое училище (по воспоминаниям Л. А. Ястржембского, его отец учился в «Комиссаровке» на средства Голоушева). Не позднее 1903 Ястржембские переехали на 7-ю Сокольничью улицу, в служебную квартиру Ольги Николаевны при детском приюте, и с тех пор, хотя и меняя адреса, до начала 1930-х проживали в Сокольниках.
В качестве пансионера Комиссаровского технического училища (с 1903) Андрей Ястржембский стал свидетелем революционных митингов декабря 1905 в расположенном по соседству с учебным заведением саду «Аквариум». В 1910, успешно окончив полный курс в Комиссаровском училище, он был принят в Императорское Московское техническое училище, где преподавали тогда многие выдающиеся учёные (по воспоминаниям Л. А. Ястржембского, для его отца большим огорчением стала пропажа во время Великой Отечественной войны зачётной книжки с автографами его профессоров, в том числе Н. Е. Жуковского).
С 17 лет зарабатывал уроками, а по случаю переписи населения или выборов подрабатывал счётчиком в статистическом отделе Городской управы. В 1914—1915 — практикант, затем техник службы распределения тока Московской городской железной дороги, в 1915—1916 — токарь на московском заводе «Динамо» (последняя работа помешала Ястржембскому вовремя внести плату за обучение, поэтому чуть не стоила ему отчисления из училища и, возможно, отправки на фронт, хотя именно училищем он был командирован на завод и работал на нужды обороны).
В августе 1918 Ястржембский окончил Московское высшее техническое училище и в ноябре того же года получил первые официальные должности преподавателя: математики — в московской школе № 126 и, одновременно, термодинамики — в первом московском Политехникуме.

## Научная и педагогическая деятельность
До 1922 Ястржембский преподавал термодинамику в первом московском Политехникуме и на созданном из него в 1920 рабфаке МВТУ. Одновременно, в 1920—1921 — инженер службы тяги Московско-Казанской железной дороги, а также, с 1920 — преподаватель термодинамики на Московских высших технических курсах НКПС (с 1921 — заместитель декана тягового факультета), влившихся позднее в Московский институт инженеров транспорта (1924), где Ястржембский продолжил преподавательскую деятельность (с 1927 — декан; с 1930 — заместитель начальника института по учебной и научной части). В ноябре 1923 получил также должность преподавателя в ВВИА (на тот момент — Академия Воздушного Флота имени Н. Е. Жуковского), фактически вступив таким образом в ряды РККА (официально — приказом Реввоенсовета 1926).
В результате необоснованных обвинений Ястржембский в августе 1937 был снят с работы в Московском электромеханическом институте инженеров железнодорожного транспорта (МЭМИИТ) имени Ф. Э. Дзержинского (один из вузов, на которые в 1931 разделился МИИТ), дело разбиралось в НКПС, после чего все приказы относительно этого увольнения были отменены (декабрь 1938). Несмотря на восстановление в должности и званиях (в том числе почётного железнодорожника), Ястржембский вскоре оставил МЭМИИТ, посвятив дальнейшую научно-педагогическую деятельность почти исключительно ВВИА (в 1925—1946 — Военно-воздушная академия РККА имени профессора Н. Е. Жуковского): с 1940 — начальник учебного отдела, с 1947 — начальник кафедры технической термодинамики. В 1941—1943 был одним из организаторов перебазирования академии в Свердловск и возвращения её обратно в Москву, налаживал учебный процесс в условиях военного времени и эвакуации.
Научные труды и учебники Ястржембского (всего свыше 40), по которым учились многие поколения советских и зарубежных инженеров, обобщили обширный научно-методический опыт, позволивший Ястржембскому создать и возглавить оригинальную научно-методическую школу. Его учебник «Двигатели внутреннего сгорания» в 1929—1935 издавался 5 раз, в том числе на узбекском языке, а учебник «Техническая термодинамика» в 1926—1960 — 11 раз, в том числе на чешском и китайском языках. В 1952—1960 Ястржембский редактировал «Научно-методические сборники» ВВИА. Более двадцати лет (до 1964) являлся членом и председателем Экспертной комиссии по теплотехнике при ВАКе Министерства высшего и среднего специального образования СССР; участвовал в работе Комиссии по технической термодинамике при Академии наук СССР.
В 1960 ушёл в отставку по болезни, с правом ношения военной формы, после чего продолжал научную и педагогическую деятельность. Монументальный итоговый труд Ястржембского «Термодинамика и история её развития» (М.; Л., 1966) был издан специально к Всемирной выставке в Монреале (1967).

## Награды
За успехи в подготовке квалифицированных кадров и службу в Советской армии Ястржембский был награждён орденом Ленина (1949), двумя орденами Красного Знамени (1944, 1956), орденом Трудового Красного Знамени (1936), орденом Красной Звезды (1944) и многими медалями, в том числе «За победу над Германией» (1945) и «В память 800-летия Москвы» (1947).

## Семья
В 1914 Ястржембский обвенчался с Пелагеей (Полиной) Александровной Смеловой (1889, Москва — 1918, село Красково Московского уезда), служащей Московского почтамта; у них родилась дочь Елена (в замужестве Квитковская) (1916, Москва (?) — 1995, Москва). После кончины жены от осложнившейся воспалением лёгких испанки женился в 1920 вторично — на своей двоюродной сестре по материнской линии Валентине Ивановне Каменевой (1897, Брест-Литовск — 1984, Москва), школьной учительнице, выпускнице Варшавской 1-й женской гимназии и слушательнице Московских высших женских курсов. Во втором браке, продолжительном и счастливом, у Ястржембского родились сыновья Лев (1921, Москва — 2000, Москва) и Владимир (1928, село Малаховка Московской области — 1994, Москва).

## Адреса. Место захоронения
Как указывал сам Ястржембский в своей автобиографии (1946) — и что относится ко всему периоду его жизни, — он с рождения постоянно, не считая выездов в отпуск и эвакуацию, проживал, учился и служил в Москве. В 1920 жил на 8-й Сокольничьей улице (частью исчезла, частью переименована в 1-ю Сокольническую), в 1922—33 — на Русаковской улице, затем — в доме сотрудников МИИТа на Бахметевской улице (ныне — улица Образцова); с 1937 — в ведомственном доме ВВИА на Ленинградском шоссе (ныне — Ленинградский проспект, 44).
Похоронен на Введенском кладбище (5 уч.).

## Список трудов
- Техническая термодинамика / Научно-технической секцией ГУС’а допущено в качестве пособия для ВТУЗ’ов. — М.: МИИТ, 1926. — 288 с. (2-е изд., перераб. — М., 1931; 3-е изд., испр. — М., 1932; 4-е изд., доп. — М.; Л., 1933; 5-е изд., перераб. и доп. — М.; Л., 1935; 6-е изд., перераб. и доп. — Ч. 1—2. — М., 1947—1949; 7-е изд. — М.; Л., 1953; 8-е изд., перераб. и доп. — М.; Л., 1960).
- К вопросу об испытании двигателей внутреннего сгорания // Труды Московского института инженеров транспорта. — Вып. 7. — М., 1928. — С. 133—150.
- Влияние выхлопной системы на работу двигателей внутреннего сгорания // Труды Московского института инженеров транспорта. — Вып. 9. — М., 1928. — С. 331—342.
- Двигатели внутреннего сгорания / Научно-технической секцией ГУС’а допущено в качестве пособия для ВТУЗ’ов. — М., 1929. — 205 с. (2-е изд. — М., 1931; 3-е изд., перераб. и доп. — М.; Л., 1933; 4-е изд. — М., 1934; 5-е изд., на узбекском языке — Ташкент, 1935).
- Энергоснабжение железнодорожных узлов: Тепловая часть / Под ред. А. С. Ястржембского, В. В. Сильвестрова. — Т. 1. — М., 1940. — 692 с.
- Дифференциальные уравнения термодинамики / ВВИА[8]. — М., 1941 — 47 с.
- Второй закон термодинамики / ВВИА. — М., 1943. — 51 с.
- Термохимия / ВВИА. — М., 1944. — 79 с.
- Первый закон термодинамики // Научно-методический сборник / Краснознамённая ордена Ленина Военно-воздушная инженерная академия им. проф. Н. Е. Жуковского; под ред. проф. генерал-майора ИТС[9] А. С. Ястржембского. — № 2. — М., 1952. — С. 5—28.
- К вопросу об изложении раздела «Диаграмма T—S для газов» // Научно-методический сборник / ВВИА. — № 2. — М., 1952. — С. 55—58.
- К вопросу о постановке и построении общей теории дифференциальных уравнений термодинамики // Научно-методический сборник / ВВИА. — № 3 — М., 1953.
- Замечания к определению политропного процесса и построению его теории // Научно-методический сборник / ВВИА. — № 3. — М., 1953. — С. 69—72.
- К вопросу о постановке некоторых разделов термодинамики // Научно-методический сборник / ВВИА. — № 4. — М., 1954. — С. 43—50.
- Общее значение водяного пара при высоких и сверхвысоких параметрах // Научно-методический сборник / ВВИА. — № 4. — М., 1954. — С. 51—56.
- К вопросу о постановке раздела «теория истечения газа» // Научно-методический сборник / ВВИА. — № 5. — М., 1954. — С. 59—62.
- Техническая термодинамика. — Ч. 1. — Пекин, 1956. — 284 с. (на китайском языке).
- К вопросу о курсовом проектировании // Научно-методический сборник / ВВИА. — № 9. — М., 1956. — С. 3—5.
- О научно-методическом сборнике Рижского высшего инженерно-авиационного военного училища имени К. Е. Ворошилова // Научно-методический сборник / ВВИА. — № 9. — М., 1956. — С. 97—99.
- Основные направления развития учебников по технической термодинамике. — М.; Л.: Госэнергоиздат, 1958. — 216 с.
- Техническая термодинамика — Ч. 1. — М.: ВВИА, 1959. — 267 с.[10]
- Некоторые вопросы, относящиеся к развитию научно-методической работы Академии // Научно-методический сборник: К 40-летию Академии: 1920—1960 / ВВИА; ред. комиссия: пред. А. С. Ястржембский и др. — № 24/25. — М., 1960. — С. 3—15.
- Термодинамика и история её развития. — М.; Л.: «Энергия», 1966. — 668 с.

В личном деле Ястржембского, в списках его научных трудов (1946, 1958) значатся также статьи в «Трудах МИИТ»:
- «К вопросу определения теплоты в продуктах сгорания двигателей внутреннего сгорания» (1927),
- «Определение по индикаторным диаграммам степени сжатия двигателей внутреннего сгорания» (1927),
- «Применение логарифмических координат при исследовании термодинамических процессов, циклов и индикаторных диаграмм» (1928),
- «Исследование термодинамических процессов при переменной теплоёмкости газа» (1928), —

и в «Трудах МЭМИИТ»:
- «Результат испытания теплосиловых станций железнодорожного транспорта» (1932),
- «Результат испытания и обследования двигателя завода „Русский дизель“ марки 2050» (1932),
- «Причины появления трещин в днищах поршней двигателя „Красное Сормово“ 49-С-4» (1932),
- «Причины аварии двигателя „Бронс“ на одной из железнодорожных станций транспорта» (1932; вариант в списке 1958: «…на одной из электростанций железнодорожного транспорта»),
- «Рационализация эксплуатации двигателей внутреннего сгорания на электростанциях железнодорожного транспорта» (1933),
- «Роль двигателя внутреннего сгорания на железнодорожном транспорте» (1933).

По данным тех же источников, Ястржембский был автором разделов «Теплота» и «Двигатели внутреннего сгорания» в «Справочнике по теплотехнике» (1927), а также редактировал том «Теплотехника» «Технического справочника транспорта» (Транспечать НКПС, 1932) — для этого издания им были написаны статьи «Техническая термодинамика» и «Двигатели внутреннего сгорания».